# Alebtong (district)
Alebtong is een district in het noorden van Oeganda. Hoofdstad van het district is de stad Alebtong. Het district telde in 2014 227.541 en in 2020 naar schatting 266.100 inwoners op een oppervlakte van 1.556 km². Van de bevolking woont 97% op het platteland.
Het district werd opgericht in 2010 na afsplitsing van het district Lira.